# Symetria CPT
Symetria CPT – symetria względem złożenia odbić C, P i T.
Fizyczna czasoprzestrzeń ma własności przestrzeni Minkowskiego. Przestrzeń ta posiada trzy wymiary przestrzenne i jeden czasowy. Grupa izometrii przestrzeni Minkowskiego nazywa się niejednorodną grupą Lorentza; zawiera ona następujące podgrupy:
- przesunięcia (w przestrzeni i w czasie)
- grupa obrotów trójwymiarowych
- jednorodna grupa Lorentza (zawierająca obroty)
- odbicie przestrzenne (P)
- odbicie czasowe (T).

Odbicie przestrzenne (lustrzane) to przekształcenie, które zmienia orientację wszystkich osi przestrzennych, czyli zmienia znak wszystkich przestrzennych składowych wektorów na przeciwne. Odbicie czasowe (odwrócenie czasu) to analogicznie zmiana orientacji osi czasowej.

## Sens fizyczny
W teorii pól kwantowych odbiciom tym odpowiadają odpowiednie operatory. Operator odwrócenia czasu (T) nie zmienia znaku składowych czasowych czterowektorów, ponieważ definiuje się go jako operator antyunitarny.
Przez długi czas wydawało się, że przestrzeń fizyczna dokładnie odpowiada przestrzeni Minkowskiego pod względem odbić. Okazało się jednak, że tak nie jest. Istnieją zjawiska, które wyraźnie wskazują, że przestrzeń ma określoną orientację i określony kierunek upływu czasu. Gdybyśmy w jakiś sposób zostali odbici w lustrze, to zawsze moglibyśmy wykonać eksperyment fizyczny, który wskaże, czy jesteśmy odbici czy nie.
Odbicie C to zmiana znaku wszystkich ładunków elektrycznych na przeciwne. Czasami (niezbyt ściśle) nazywa się cząstki poddane takiemu przekształceniu antycząstkami (antymaterią). W rzeczywistości oprócz odwrócenia ładunku antycząstki muszą mieć także zmienione różne liczby kwantowe - liczbę leptonową, barionową, dziwność itp.
Przestrzeń jest również niesymetryczna względem odbicia C. Wskazuje na to większa ilość materii niż antymaterii.
Wszystko wskazuje jednak na to, że fizyczny wszechświat jest symetryczny względem złożenia wszystkich trzech odbić. Nazywa się to symetrią CPT. Konsekwencją tego jest fakt, że naruszenie symetrii CP implikuje naruszenie symetrii T. Cząstką, dla której najwyraźniej widać naruszenie symetrii CP (a zarazem T), jest mezon K.
Według niektórych teorii, naruszenie symetrii C, P i T oraz zachowanie symetrii CPT jest konsekwencją istnienia dokładnie trzech generacji cząstek elementarnych.